# Miniature suite
De Miniature suite opus 38 is een compositie van John Foulds.
De suite is de enige bewaarde muziek van de muziek die Foulds schreef voor de opvoering van Wonderful grandmamma and the wand of youth  (een kerstverhaal voor jeugdtoneel) van Harold Chapin. De muziek zou hebben bestaan uit ongeveer 40 fragmenten. Net zo als veel muziek van Foulds is die muziek verloren gegaan. Na de uitvoering op 26 december 1912 in Manchester is het spoorloos verdwenen. Echter niet voordat Foulds een suite uit de toneelmuziek haalde. Die muziek liet Foulds deels onder zijn leiding uitvoeren op 29 november 1913 met het Manchester Promenade Orchestra, een voorloper van het Hallé Orchestra. Na die uitvoering (van de eerste drie deeltjes) verdween alles in de la, totdat iemand het in 1982 terugvond in de archieven van genoemd Hallé Orchestra. De muziek van Foulds leidde echter al langere tijd een sluimerend bestaan, mede te wijten aan zijn vertrek naar India. De suite bestaat uit vier delen: The old castle, Robin Goodfellow, In the forest: The mocking-bird en Scarabang and his minions.
Na de opnamen van A World Requiem rond 2007 ontstond hernieuwde belangstelling voor Foulds’ werk en het platenlabel Dutton Vocalion, gespecialiseerd in vergeten Britse muziek, liet Miniature suite opnemen voor een vierdelige serie aan compact discs met Foulds’ werken.